# Rosalind (hold)
A Rosalind az Uránusz nyolcadik holdja, korábbi nevén Uránusz XIII. Távolsága az Uránusz középpontjától kb. 70 000 km, átmérője pedig mindössze 72 km. A legtöbb Uránusz-holdhoz hasonlóan a Voyager–2 szonda fedezte fel 1986-ban. Nevét Shakespeare Ahogy tetszik című művének alakjáról kapta.

## Külső hivatkozások
- a Rosalind a NASA oldalán
- Az Uránusz holdjai, Scott S. Sheppard